# علم ساحل العاج

العلم المقترح عام 1960

يتكون علم جمهورية ساحل العاج (بالفرنسية: Drapeau de la Côte d'Ivoire)‏ من ثلاث ألوان هي الأخضر والأبيض والبرتقالي، أعتمد هذا العلم رسمياً في 3 ديسمبر 1959 بعد الاستقلال عن فرنسا ومن الملاحظ إن ألوان علم ساحل العاج مشابهة لألوان علم جمهورية أيرلندا مع اختلاف بسيط وهو إن العلم الأيرلندي مرتب بصورة معاكسة لعلم ساحل العاج وبنسبة أبعاد مختلفة في حجم العلم الأيرلندي عن العلم الإيفواري.

## التاريخ
في عام 1958 أجري استفتاء دستوري استبدلت بموجبه الجمهورية الفرنسية الرابعة بالجمهورية الخامسة والاتحاد الفرنسي بالمجتمع الفرنسي، والتي بموجبه أيضًا حصلت معظم المستعمرات على الحكم الذاتي، بما في ذلك ساحل العاج. وسمح الوضع الجديد للمستعمرات اعتماد علم خاصة بها بدلاً من العلم الفرنسي. اقترح المفوض الفرنسي علمًا أحمر وأبيض وأزرق مع نجوم، لكن الإيفواريين أرادوا استقلالاً أكبر عن علم القوة الاستعمارية السابقة. أعتمد العلم الحالي بموجب القانون رقم 59-240، الذي أقرته الجمعية التشريعية الإيفوارية في 3 ديسمبر 1959، قبل الذكرى السنوية الأولى للحكم الذاتي.
أعلن رئيس الحكومة فيليكس أفوي بوانيي الاستقلال الكامل عن فرنسا في 7 أغسطس 1960. اقترح أوغوستان لوباو تغيير الشريط البرتقالي إلى اللون الأحمر، للدلالة على الاستعداد لإراقة الدماء للدفاع عن الجمهورية الجديدة، وذلك لجعل العلم المقترح الأكثر تشابهاً مع علم إيطاليا. أعرب مشرعون آخرون عن معارضة شديدة لأي تغيير، وأُبقي على العلم الحالي - الذي تشبه ألوانه ألوان علم جمهورية أيرلندا - في المادة 1 من الدستور المعتمد في 3 يسمبر 1960. والمادة 29 من دستور عام 2000 والمادة 48 من دستور 2016.

## معنى ألوان العلم
يرمز اللون الأخضر إلى الغابات الواقعة على الساحل الأطلسي لجمهورية ساحل العاج ويرمز اللون الأبيض إلى الوحدة الوطنية بينما يرمز اللون البرتقالي إلى السافانا وثروة الرواسب المعدنية لساحل العاج وهناك تفسير آخر لألوان العلم الإيفواري حيث يرمز اللون الأخضر إلى مستقبل أفضل للبلاد ويرمز اللون الأبيض إلى السلام في البلاد وبينما يرمز اللون البرتقالي إلى التربة الغنية والخصبة في البلد الأفريقي.

## الألوان
| الألوان | بانتون | النموذج اللوني أحمر أخضر أزرق | ألوان الويب | النموذج اللوني سيان ماجنتا أصفر أسود |
| ------- | ------ | ----------------------------- | ----------- | ------------------------------------ |
| برتقالي | 151 C  | 255, 130, 0                   | #FF8200     | 0, 70, 100, 0                        |
| أبيض    | N/A    | 255, 255, 255                 | #FFFFFF     | 0, 0, 0, 0                           |
| أخضر    | 347 C  | 0, 154, 68                    | #009A44     | 77, 20, 95, 4                        |